# 相場康則
相場 康則（あいば やすのり、1949年5月24日 - ）は、日本の経営者。サントリー酒類社長を務めた。東京都出身。

## 経歴・人物
1974年に慶應義塾大学商学部を卒業し、同年にサントリーに入社した。2003年3月に取締役に就任し、2007年3月に常務を経て、2009年4月にサントリーホールディングス常務とサントリー酒類社長に就任。2011年1月にサントリーホールディングス専務を経て、2014年3月から2018年3月までに会長を務めた。

## テレビ出演
- 日経スペシャル カンブリア宮殿 ヒット連発、巨額買収！ 「やってみなはれ経営」で世界大攻略（2014年4月24日、テレビ東京）[6]